# 薩蒂瓦諾特
薩蒂瓦諾特是哥倫比亞的城鎮，位於該國東北部，由博亞卡省負責管轄，距離首府通哈140公里，始建於1934年3月15日，面積184平方公里，海拔高度2,641米，2005年人口2,661。
6°08′N 72°43′W / 6.133°N 72.717°W